# Engativá
Engativá är en del av en befolkad plats i Colombia.   Den ligger i departementet Cundinamarca, i den centrala delen av landet, i huvudstaden Bogotá. Engativá ligger 2 555 meter över havet och antalet invånare är 781 138.
Terrängen runt Engativá är varierad. Runt Engativá är det mycket tätbefolkat, med 4 188 invånare per kvadratkilometer. Närmaste större samhälle är Bogotá, 8,8 km söder om Engativá. Runt Engativá är det i huvudsak tätbebyggt.